# گل و مار ۲
این فیلم اقتباسی از رمان گل و مار نوشته اونیروکو دان است.
گل و مار ۲ (به انگلیسی: Flower and Snake 2) فیلمی در ژانر درام، تریلر و اروتیک به کارگردانی و فیلمنامه‌نویسی تاکاشی ایشی، بر اساس اقتباسی از رُمان گل و مار (به ژاپنی: 花と蛇) نوشته اونیروکو دان، محصول سال ۲۰۰۵ ژاپن می‌باشد؛ این فیلم که به‌نام «هانا تو هبی ۲ پَری/شیزوکو» نیز شناخته می‌شود؛ تماماً در فرانسه فیلمبرداری شده‌است. این فیلم در ۱۴ می ۲۰۰۵ توسط شرکت تویی ویدیو منتشر گردید.
از بازیگرانی که در این فیلم به ایفای نقش پرداخته‌اند، می‌توان از آیا سوگیموتو، کِنیچی اندو، رِنجی ایشیباشی و یوشیوکی یاماگوچی نام برد. تاکاشی ایشی در ۱۳ مارس ۲۰۰۴، اولین دنباله از فیلم گل و مار را ساخت و دنباله آخر، یعنی گل و مار: صفر در سال ۲۰۱۴ ساخته‌شد.
ساخت مجموعه فیلم‌های سینمایی و پرطرفدار گل و مار، که در ردهٔ فیلم‌های صورتی دسته‌بندی می‌شوند؛ از سال ۱۹۶۵ تا ۲۰۱۴ ادامه پیدا کرده‌است. طرفداران رُمان اونیروکو دان در ژاپن به صورت یک فرقه مطرح هستند.

## دنباله‌های فیلم
- گل و مار (۱۹۶۵)
- گل و مار (۱۹۷۴)
- ستاره داوود: شکارچی دختر زیبا (۱۹۷۹)
- گل و مار: مانند جهنم (۱۹۸۵)
- گل و مار: برده طناب اونیفورم سفید (۱۹۸۶)
- گل و مار: تنبیه (۱۹۸۶)
- گل و مار: طناب جادویی (۱۹۸۷)
- گل و مار (۲۰۰۴)
- گل و مار ۲ (۲۰۰۵)
- گل و مار ۳ (۲۰۱۰)
- گل و مار: صفر (۲۰۱۴)[۱۱]

## داستان‌‌‌‌ فیلم
«شیزوکو» همسر مورد علاقه صاحب گالری هنری معروف «تاکایوشی تویاما» است. شیزوکو در ذهن همسرش مظهر نجابت است. تاکایوشی که پیر و سالخوره است، دچار ناتوانی و نگران از مصرف قرص‌های جنسی است؛ اما شیزوکو با تجدید وفاداری، او را مطمئن می‌سازد که نگران نباشد و به‌خاطر ناراحتی قلبی‌اش، آن قرص‌ها را مصرف نکند.
تاکایوشی هر روز تحت تأثیر تخیلات جنسی است؛ که از درون او می‌جوشد. او برای بالابردن فروش گالری‌اش، یک سری عکس‌های سادومازوخیسمی از شیزوکو تهیه می‌کند؛ و از یک هنرمند معروف می‌خواهد که آنها را برای فروش، به نقاشی تبدیل کند. هنرمند به تاکایوشی از یک کولوسئوم تاریک مافیایی در پاریس تعریف می‌کند؛ که او می‌تواند، نقاشی‌ها را به قیمت‌های گزاف، در آن به فروش برساند.
طبق نقشه، تاکایوشی از شیزوکو می‌خواهد که به‌خاطر او به پاریس برود؛ و با یک هنرمند نقاش به نام «ریوسکه ایکگامی» برای تولید آثار مدنظرش، ملاقات کند. ایکگامی ابتدا از پذیرش سفارش جدید سرباز می‌زند، اما قلب او تحت تأثیر چهره زیبای شیزوکو قرار می‌گیرد؛ و به شرط اینکه شیزوکو مدل نقاشی او باشد؛ و با درخواست تهیه یک دوربین حرفه‌ای و یک پرینتر، کار خود را شروع می‌کند. در ملاقات بعدی، شیزوکو برهنه و به روش‌های مختلف بسته شده با طناب، برای او ژست می‌گیرد؛ در حالی که ایکگامی عکس‌هایی پشت سر هم از او می‌گیرد.
شیزوکو که درگیر و مجذوب ایکگامی و کارهایش شده‌است؛ با او می‌رقصد و با او رابطه‌ای عاشقانه را شروع می‌کند؛ که به خیانت و رابطه جنسی شیزوکو و ایکگامی ختم می‌شود. روزی که نقاشی کامل می‌شود، شیزوکو به آپارتمان ایکگامی می‌رود؛ و موضوع بازار سیاه و فروش نقاشی‌اش را با او درمیان می‌گذارد. شیزوکو توسط «سایوکو»، خواهر ایکگامی، به قصری در حومه پاریس که محل حراج دلالان آثار هنری است، برده می‌شود.
شیزوکو در حالی که نقاشی اصلی، را در دست دارد وارد مناقصه در کولوسئوم تاریک می‌شود و در کمال تعجب، سه نقاشی از خود و در حالت‌های مختلف بسته شده با طناب را در مقابل چشمانش می‌بیند؛ که درحال فروش با قیمت‌های سرسام‌آور هستند.
شیزوکو در پی اطمینان از اصل بودن اثر ایکگامی، با اعتراض به کپی بودن آثار در حال فروش و به شرط اینکه در صورت اثبات نشدن ادعایش، مورد تجاوز و نمایش در کولوسئوم قرار بگیرد؛ خود را لخت‌ کرده و با به بندکشیده‌شدن در هر سه حالت ترسیم شده، روی بوم‌های نقاشی، مورد ارزیابی قرار می‌گیرد. اما او که سعی در اثبات شاهکار ایکگامی دارد، متأسفانه و به‌خاطر فراموشی ایکگامی، درکشیدن یک خال موجود بر روی ران شیزوکو، دروغگو شناخته شده و مورد آزار و شکنجه قرار می‌گیرد. سایه‌ای بدخواه بر هر جنبه‌ای از معاملات حراج رخ می‌نماید؛ و منیت مردانه و میل زنانه، به طرز وحشیانه و تکان دهنده‌ای در هم می‌پیچند.
از طرفی ایکگامی که در منزل، آثاراش را مرور می‌کند؛ متوجه خطایش می‌شود و پیش از آنکه آسیب جدی به شیزوکو برسد، با رساندن خود به قصر او را نجات می‌دهد.
اما واقعیت تکان دهنده، جایی بروز می‌کند، که شیزوکو در بازگشت به منزل ایکگامی، متوجه حضور تاکایوشی که در تمام طول اقامت او در پاریس و در اتاق مجاور، که تنها با یک آینه از اتاق آنها جدا شده و در تمام مدت در حال دیدن آنها بوده‌است، می‌شود. شیزوکو به طرح خبیثانه تاکایوشی در فروش آن سه اثر که باید با حضور شیزوکو در کولوسئوم برای اثبات اصل بودن آثار، همراه باشد، می‌شود؛ اما شیزوکو او را می‌بخشد و با تاکایوشی همبستر می‌شود. تاکایوشی که از کرده خود پشیمان است؛ با خوردن قرص ویاگرا و برای آخرین بار با شیزوکو می‌خوابد و بعد از ارضاء، به خاطر حمله قلبی جان می‌بازد.
چند سال بعد شیزوکو و ایکگامی در حالی که وارث امپراطوری چند میلیون دلاری تاکایوشی شده‌اند، در مصاحبه با خبرنگاران، به نمایش درمی‌آیند؛ درحالی که شیزوکو همچنان تحت تأثیر بسته شدن با طناب است.